# Machinima
Machinima är ett sammandraget ord bildat från de två orden machine och cinema (maskin och film) och avser en filmgenre och produktionsteknik relaterad till den. Genren består av film skapad med hjälp av tre-dimensionella datorspel där spelets grafik används för att skapa filmens scener. Filmens aktörer är alltså spelfigurer, kontrollerade av personer eller styrprogram. Filmen kan sedan dubbas, redigeras och bearbetas. Det mesta av machinima-filmens produktion kan utföras på en vanlig persondator.
Machinima används också som förproduktionsverktyg inom konventionellt filmskapande som ett interaktivt verktyg för avancerad storyboarding, även kallad previsualization eller förrendering. Även inom teater förekommer machinima som produktionsverktyg och som element på scen.
Quake II, World of Warcraft, Unreal, Battlefield 1942, Half-Life, Super Smash Bros. Brawl Uncharted 2: Among Thieves, Minecraft och Halo-serien är exempel på spel som använts som verktyg inom machinima. Unreal Tournament 2003 släpptes med ett särskilt verktyg för machinima, kallat Matinée, och en tävling om bästa film skapad med detta verktyg utlystes av spelets tillverkare Epic Megagames. Halo-spelen används i produktionen av komediserien Red vs Blue.
The Sims har den i sammanhanget intressanta funktionen att man enkelt sparar ögonblicksbilder som kan liknas vid traditionella storyboards.
Man brukar säga att den första Machinima-filmen som kom var "A Diary of a Camper" som gjordes i Quake-motorn och som kom ut i oktober 1996 i Berlin.